# Personaggi di Demon Slayer - Kimetsu no yaiba
Questa è una lista dei personaggi di Demon Slayer - Kimetsu no yaiba, manga scritto e disegnato da Koyoharu Gotōge. Gli stessi compaiono anche nella serie televisiva anime e in tutti i media derivati. 

## Personaggi principali

### Tanjirō Kamado
Tanjirō Kamado (竈門 炭治郎?, Kamado Tanjirou), protagonista dell’opera, è il figlio maggiore di un venditore di carbone. È nato il 14 luglio. Mentre era via per vendere il carbone, la sua famiglia venne massacrata da un demone, con l’eccezione di sua sorella Nezuko che fu trasformata in demone. Il suo obiettivo è trovare una cura per farla tornare umana, ed è a tal fine che decide di unirsi alla Squadra degli ammazzademoni (鬼殺隊?, Kisatsutai). Addestrato da Urokodaki nella tecnica della Respirazione dell'Acqua (水の呼吸?, Mizu no kokyū), dopo l'addestramento diventa un abile spadaccino e un grande stratega. È un ragazzo di buon cuore, gentile e amichevole e spesso prova tristezza per i demoni e le loro vittime. Il suo ottimismo infinito e la sua natura semplice e onesta spesso fanno sì che la gente apprezzi la sua compagnia, ma allo stesso tempo lo mette in contrasto con alcuni personaggi. È dotato di un immenso coraggio e di una notevole forza di volontà ed è molto leale e protettivo verso i suoi amici. La sua spada è di un rarissimo colore nero, talvolta diventando rossa combinata con il sangue esplosivo di Nezuko, una tecnica che in seguito impara ad eseguire anche senza il suo aiuto. Ha anche un senso dell'olfatto molto sviluppato, che gli consente di rintracciare i demoni e sfuggire ai loro attacchi. In seguito incomincia a utilizzare la Danza Sacra del Dio del Fuoco (ヒノカミ神楽?, Hinokami Kagura) della sua famiglia, che a sua volta è derivata dalla prima forma di respirazione, la Respirazione del Sole (日の呼吸?, Hi no kokyū), come una forma di combattimento più potente, riuscendo anche a unirla alle tecniche di Respirazione dell'Acqua, per creare uno stile di combattimento più sostenibile. Durante la battaglia finale contro Muzan, Tanjiro perderà il braccio e l'occhio nel processo e verrà ferito a morte, ma si riprenderà dopo che Muzan lo trasforma in un demone prima della sua morte. Perdendo la sua coscienza nella trasformazione fino al punto di attaccare i propri amici, Tanjiro come un demone diventa una minaccia più grande dello stesso Muzan, dato che è immune alla luce solare come sua sorella, fino a quando non riesce a tornare alla forma umana, grazie agli sforzi dei suoi amici, sebbene sia l'occhio che il braccio, ricresciuti una volta divenuto un demone, hanno perso gran parte delle loro funzioni. È doppiato da Natsuki Hanae e Satomi Satō(ed. giapponese) e da Renato Novara e Sabrina Bonfitto (ed. italiana). 

### Nezuko Kamado
Nezuko Kamado (竈門 禰豆子?, Kamado Nezuko) è la sorella minore di Tanjiro. Unica sopravvissuta della sua famiglia all'attacco di Muzan Kibutsuji, viene però trasformata da lui in un demone. Ha conservato, tuttavia, una parte dei suoi ricordi e sentimenti da umana ed è per questo che riesce a frenare i suoi impulsi demoniaci. Divenuta sensibile alla luce solare, viene trasportata in una cassa di legno da suo fratello durante i loro viaggi. Non è più in grado di parlare e porta alla bocca un bavaglio di bambù per precauzione dal mordere qualcuno. Ha diversi poteri demoniaci, tra cui la rigenerazione, forza sovrumana, capacità di controllare le proprie dimensioni e una tecnica che fa bruciare il sangue fuori dal suo corpo, Sangue Esplosivo (爆血?, Bakketsu). Al contrario degli altri demoni riacquista energia dal sonno. Durante i suoi due anni di sonno, Urokodaki ha impresso sulla sua coscienza l'abitudine a considerare tutti gli umani come la sua famiglia, e di considerare nemici tutti i demoni che fanno a loro del male. In seguito diventa immune alla luce del sole, diventando così l'obiettivo principale di Muzan. Durante la battaglia finale contro Muzan torna ad essere umana, grazie alla medicina creata da Tamayo, ed è implicito che abbia aiutato Tanjiro a riprendersi dalla sua trasformazione demoniaca quando suo fratello ha ingerito il suo sangue, che contiene anticorpi per il sangue demoniaco di Muzan. Successivamente, sposa Zenitsu e la loro discendenza arriva fino al presente con Toko Agatsuma e Yoshiteru Agatsuma. È doppiata da Akari Kitō (ed. giapponese) e da Laura Cherubelli (ed. italiana). 

### Zenitsu Agatsuma
Zenitsu Agatsuma (我妻 善逸?, Agatsuma Zen'itsu) è un ammazzademoni e compagno di viaggio di Tanjiro. Prima di unirsi alla Squadra degli ammazzademoni fu imbrogliato da sette donne piene di debiti e costretto a ripagarli, ma intervenne l'ex Pilastro (柱?, Hashira) del fulmine, che lo prese come suo allievo. Durante un allenamento, Zenitsu si arrampicò su un albero perché sentiva di essere una delusione per il maestro, quando all'improvviso un colpo di fulmine lo colpì, facendo diventare i suoi capelli biondi. È stato addestrato nella tecnica della Respirazione del Fulmine (雷の呼吸?, Kaminari no kokyū) riuscendo tuttavia a imparare una sola tecnica, per questo spesso sminuisce sé stesso, non rendendosi conto del suo potenziale. Possiede due personalità molto diverse tra loro, quella dominante è estremamente insicura e si spaventa facilmente, ma quando si trova in grave pericolo sviene e subentra la sua seconda personalità, più dura e spietata. Si unisce a Tanjiro in missione e da allora viaggia insieme a lui, in parte perché ha una cotta per Nezuko, ma anche dopo aver riconosciuto quanto sia onesto e gentile. La sua personalità codarda inizialmente lo ostacola, al punto da riuscire a combattere solo quando è svenuto o addormentato, ma in seguito impara a mettere da parte le sue paure e ad agire quando deve, al punto da sviluppare una nuova tecnica da solo. La sua spada è dorata e ha un senso dell'udito molto sviluppato, che gli consente di distinguere il vero carattere di una persona dal suono del suo battito cardiaco. Successivamente, sposa Nezuko e la loro discendenza arriva fino al presente con Toko Agatsuma e Yoshiteru Agatsuma. È doppiato da Hiro Shimono (ed. giapponese) e da Mosè Singh (ed. italiana).

### Inosuke Hashibira
Inosuke Hashibira (嘴平 伊之助?, Hashibira Inosuke) è un ammazzademoni e compagno di viaggio di Tanjiro. È nato in una famiglia con un padre violento; quando era ancora in fasce sua madre, stanca dei maltrattamenti, lo porto via e cercò riparo nel tempio di Doma. Tuttavia, dopo aver scoperto la sua vera natura, prese il piccolo Inosuke con sé e fuggirono inseguiti dal demone, ritrovatasi sulla cima di un dirupo e non trovando alcuna via di fuga, sua madre fece un ultimo sforzo disperato per salvare almeno il figlio, così lo fece cadere nel fiume sottostante, dove fu trovato e salvato da una femmina di cinghiale. Ha vissuto gran parte della sua vita nei boschi, lottando per sopravvivere contro bestie, ciò gli ha permesso di sviluppare un fisico estremamente muscoloso e robusto, in contrasto con il suo viso dai lineamenti delicati e femminili, che normalmente nasconde dietro la sua caratteristica maschera ottenuta dalla testa di un cinghiale, che si rivelerà essere colei che l'ha cresciuto. Il suo principale interesse è confrontare la sua forza contro le altre creature, ed è così che venne a conoscenza della Squadra degli ammazzademoni, sfidando in un duello uno di loro. Usa la Respirazione della Bestia (獣の呼吸?, Kedamono no kokyū), creata personalmente da lui, diventando un abile spadaccino con due spade. Ha un senso del tatto molto sviluppato, grazie al quale riesce a localizzare i nemici da anche da lontano, un'elevata flessibilità, che gli permette (slogando a piacimento le sue articolazioni) di assumere posizioni del corpo innaturali (per esempio potrebbe invertire cuore e stomaco) per una persona comune ed è immune ad alcuni veleni. È sfacciato e incline a reagire violentemente.  Le sue spade sono di un colore grigio-indaco con le lame appositamente seghettate per abbinarle alle sue preferenze e al suo stile di combattimento. È analfabeta e nonostante usi simultaneamente due spade non è ambidestro ma solamente mancino. Avrà dei discendenti fino ad arrivare ad Aoba Hashibira nel presente. È doppiato da Yoshitsugu Matsuoka (ed. giapponese) e da Matteo De Mojana (ed. italiana).

## Squadra degli ammazzademoni

### Organizzazione
La squadra degli ammazzademoni (鬼殺隊?, Kisatsutai) è un'organizzazione che esiste dai tempi antichi, dedicata alla protezione dell'umanità dai demoni. Ci sono centinaia di cacciatori al suo interno, ma non sono ufficialmente riconosciuti dal governo giapponese. Alcuni di loro sono dotati di sensi e riflessi sovrumani, inoltre possono usare delle particolari tecniche di respirazione per consentirgli di svolgere le missioni. Ogni ammazzademone porta con sé una spada o un'arma dotata di lama nichrin, una speciale lega in grado di assorbire la luce del sole e che cambia colore a seconda del possessore. I membri del corpo sono suddivisi in dieci diversi ranghi. Una volta che un ammazzademoni si è unito all'organizzazione, viene classificato come membro di grado più basso: Mizunoto, e deve completare una serie di missioni per scalare i ranghi e raggiungere la posizione più alta, Kinoe (i ranghi dal più basso al più alto sono: Mizunoto - Mizunoe - Kanoto - Kanoe - Tsuchinoto - Tsuchinoe - Hinoto - Hinoe - Kinoto - Kinoe). I nove spadaccini più potenti del corpo sono denominati Pilastri (柱?, Hashira).

### Famiglia Ubuyashiki
Kagaya Ubuyashiki (産屋敷 耀哉?, Ubuyashiki Kagaya)
Doppiato da: Toshiyuki Morikawa (ed. giapponese), Jacopo Calatroni (ed. italiana)
Il 97° leader della Squadra degli ammazzademoni, la cui famiglia ha dato origine all'organizzazione. Possiede la capacità di mettere gli altri a proprio agio solo con il tono della sua voce (rumore 1F) e dalle sue azioni. Possiede inoltre un certo potere di preveggenza che gli consente di evitare situazioni disastrose e che gli ha permesso di accumulare una notevole quantità di ricchezza e fortuna. È un lontano parente di Muzan ed è a causa sua, per aver messo al mondo un demone, che una maledizione grava su tutto il loro lignaggio, per cui ogni bimbo era destinato a morire poco dopo la nascita. Nel momento in cui la discendenza della famiglia era sul punto di scomparire, un sacerdote consigliò al suo antenato di riscattarsi, dedicando l'anima per combattere i demoni, dando così vita alla Squadra ammazzademoni, ma nessuno nella sua famiglia visse oltre i trent'anni. Progettò un piano insieme a Tamayo in cui decise di sacrificarsi in un'esplosione nel tentativo di indebolire Muzan in vista della battaglia finale.
Amane Ubuyashiki (産屋敷 あまね?, Ubuyashiki Amane)
Doppiata da: Rina Satō (ed. giapponese), Giulia Maniglio (ed. italiana).
Moglie di Kagaya. Incontrò la prima volta il futuro leader della Squadra ammazzademoni all'età di 17 anni, quando lui ne aveva solo 13, è stata appositamente selezionata da un sacerdote per diventare sua moglie poiché ritenuta adatta per occuparsi delle sue cure mediche, ma Kagaya pose come condizione per il matrimonio che lei si prendesse cura di lui di solo di sua spontanea volontà. Amane possiede lo stesso carattere calmo e serio come suo marito e i loro figli, l'unica volta in cui lasciò andare il suo solito comportamento composto fu quando la salute di Kagaya iniziò a peggiorare gravemente e cominciò a tossire sangue, facendosi immediatamente prendere dal panico e preoccupandosi, mostrando un sincero amore nei confronti del marito, dimostrato anche quando gli di rimase a fianco quando questi decise di suicidarsi in un'esplosione nel tentativo di portarsi dietro Muzan.
Kiriya Ubuyashiki (産屋敷 輝利哉?, Ubuyashiki Kiriya)
Doppiato da: Aoi Yūki (ed. giapponese), Giulia Bersani (ed. italiana)
Una delle guide incaricate di dare il benvenuto ai candidati all'esame finale per entrare nella Squadra ed unico figlio maschio. È identico alle sue sorelle, ma con i capelli neri. Dopo la morte di suo padre e delle due sorelle maggiori, diventa il nuovo capofamiglia della squadra ammazzademoni nella battaglia finale contro Muzan. Dopo la morte di Muzan, Kiriya scioglie ufficialmente la squadra, in quanto la loro missione è stata compiuta. Nell'ultimo capitolo, ambientato decenni dopo le vicende principali, viene rivelato che Kiriya è ancora vivo ed è diventato la persona più longeva del Giappone.
Kanata Ubuyashiki (産屋敷 かなた?, Ubuyashiki Kanata)
Doppiata da: Shiori Izawa (ed. giapponese), Serena Clerici (ed. italiana)
Una delle guide incaricate di dare il benvenuto ai candidati all'esame finale per entrare nella Squadra. Come le sue sorelle e la madre ha i capelli bianchi, oltre che lo stesso carattere calmo e composto. Durante il combattimento nella Fortezza Dimensionale Infinita dimostra di avere un'eccezionale memoria e abilità nella creazione di mappe, dopo aver mappato e memorizzato con successo l'intera struttura, nonostante la fortezza sia in continua evoluzione.
Kuina Ubuyashiki (産屋敷 くいな?, Ubuyashiki Kuina)
È la sorella gemella di Kanata e membro più giovane della famiglia. Oltre a condividerne l'aspetto, ha le stesse capacità e abilità della sorella.
Nichika Ubuyashiki (産屋敷 にちか?, Ubuyashiki Nichika)
Doppiata da: Ari Ozawa
È una delle figlie maggiori della famiglia Ubuyashiki. Morì nell'esplosione architettata dal padre, insieme ai genitori e alla sorella Hinaki.
Hinaki Ubuyashiki (産屋敷 ひなき?, Ubuyashiki Hinaki)
Doppiata da: Yumiri Hanamori
Sorella gemella di Nichika. Morì nell'esplosione insieme ai genitori e alla sorella.

### Pilastri
Giyū Tomioka (冨岡 義勇?, Tomioka Giyuu)
Doppiato da: Takahiro Sakurai (ed. giapponese), Ezio Vivolo (ed. italiana)
È il primo membro della Squadra ammazzademoni incontrato da Tanjiro ed è l'attuale Pilastro dell'acqua. Un ragazzo di poche parole che raramente lascia trasparire le sue emozioni, non particolarmente bravo ad interagire con le persone. Inizialmente tenta di uccidere Nezuko, ma cambia idea dopo averla vista proteggere il fratello. Dopo averle risparmiato la vita, li invia entrambi dal suo ex maestro Urokodaki, nella speranza che Tanjiro impari a padroneggiare la Respirazione dell'acqua (水の呼吸?, Mizu no Kokyū) e realizzi il suo obiettivo di guarire la sorella. Questo evidenzia in Giyu un modo di agire più pragmatico anziché dettato dai sentimenti nell'uccidere i demoni, a differenza di altri Pilastri. Tuttavia egli non si considera degno di essere un Pilastro, ritenendo che tale ruolo sarebbe spettato all'amico Sabito, che morì anni addietro per salvargli la vita durante l'esame finale. Questo evento lo segnerà notevolmente, generando in lui un complesso d'inferiorità, superato solo grazie all'aiuto di Tanjiro. Padroneggia la Respirazione dell'acqua, a tal punto da creare una sua tecnica personale, l'undicesimo kata della Respirazione dell'acqua. La sua spada viene spezzata durante lo scontro con la Terza Luna Crescente. Sopravvive alla battaglia finale contro Muzan, perdendo tuttavia il braccio destro durante lo scontro.
Shinobu Kocho (胡蝶 しのぶ?, Kochou Shinobu)
Doppiata da: Saori Hayami (ed. giapponese), Federica Simonelli (ed. italiana)
Fu il Pilastro degli insetti ed un'esperta farmacologa, ha creato diversi veleni col glicine, una pianta che i demoni non sopportano, o antidoti per chi viene ferito o avvelenato da questi. Una ragazza con il sorriso sempre sulle labbra che si divertì a stuzzicare i suoi compagni. Il suo sorriso era in realtà una maschera che nascondeva un costante stato di rabbia verso i demoni, responsabili della morte delle persone a lei più care. Prima diventare un'ammazzademoni, conduceva una vita tranquilla con la famiglia, ma un giorno i genitori furono massacrati da un demone, solo lei e sua sorella si salvarono grazie all'intervento di Gyomei, che in seguito le introdusse nella squadra. Avendo sofferto molto a causa dei demoni, ritenne impossibile la pacifica convivenza e si dimostrò sadica nei loro confronti, arrivando persino a torturarli prima di ucciderli. Inizialmente non provò pietà nemmeno per Nezuko e si offrì di ucciderla senza dolore, ma più tardi fu tra i primi Pilastri ad accettarla dopo aver ascoltato il racconto di Tanjiro. Padroneggiò la Respirazione degli insetti (蟲の呼吸?, Mushi no Kokyū), una sua personale creazione. Per via della sua corporatura minuta e della conseguente scarsa forza nelle braccia, la sua spada fu forgiata appositamente non per decapitare i demoni ma per iniettare veleni letali. Possedette una straordinaria velocità e un potente affondo con la spada. Si sacrificò per sconfiggere l'assassino di sua sorella, Doma, progettando un piano in cui assimilò, per più di un anno, nel suo corpo una massiccia dose di veleno di glicine, in seguito si lasciò assorbire, indebolendo così il demone, che fu ucciso da Kanao e Inosuke.
Kyōjurō Rengoku (煉獄 杏寿郎?, Rengoku Kyoujurou)
Doppiato da: Satoshi Hino (ed. giapponese), Andrea La Greca (ed. italiana)
Fu l'ultimo Pilastro delle fiamme. Era un ragazzo molto vivace e premuroso. Era il primogenito di Shinjuro Rengoku e Ruka Rengoku, una donna dai saldi valori morali scomparsa prematuramente. Proprio quest'ultima, prima di venire a mancare, insegnò al figlio la cosa più importante: coloro che nascono forti hanno il dovere di proteggere i più deboli. Ha un fratello minore, Senjuro, con cui si allenava quando i due erano più piccoli. Dimostrò la sua forza quando riuscì a proteggere oltre 200 persone da una Luna Demoniaca durante la missione sul Treno Mugen. Padroneggiò la Respirazione delle fiamme (炎の呼吸?, Honō no kokyū), tramandata da secoli nella sua famiglia. Dopo aver eliminato la Prima Luna Calante con l'aiuto di Tanjiro e gli altri, morì per le ferite causate dalla battaglia contro la Terza Luna Crescente, Akaza, dopo aver protetto con successo tutti i civili, Tanjiro e i suoi amici. In segno di ammirazione, Tanjiro monterà la guardia della spada di Kyōjurō nella sua nuova katana.
Sanemi Shinazugawa (不死川 実弥?, Shinazugawa Sanemi)
Doppiato da: Tomokazu Seki (ed. giapponese), Alessandro Fattori, Sebastiano Tamburrini (da bambino) (ed. italiana)
L'attuale Pilastro del vento e fratello maggiore di Genya con altri cinque fratelli più piccoli. Il suo corpo è coperto di cicatrici, ha un atteggiamento violento e irascibile e non accetta ordini da nessuno, se non dal capofamiglia. Nutre un profondo odio per i demoni dal giorno in cui la madre, divenuta demone, massacrò tutti i suoi fratellini e sorelline e, per salvare la vita a Genya, Sanemi fu costretto a ucciderla. Fin da subito deciso a giustiziare Nezuko, alla fine viene convinto a desistere ma continua a non accettare la presenza dei fratelli Kamado tra gli ammazzademoni. Padroneggia la Respirazione del vento (風の呼吸?, Kaze no kokyū) e le sue capacità fisiche hanno raggiunto l'apice. Sanemi ha il maggior numero di demoni uccisi in tutta la squadra ammazza demoni come fa notare la Prima Luna Crescente. Nonostante all'inizio lo maltratti e lo insulti, allontanandolo, in realtà il suo unico desiderio era che Genya abbandonasse la squadra ammazzademoni in modo da poter condurre una vita normale lontano dai pericoli. Ha perso l'indice destro e il medio destro nella battaglia contro Kokushibo. È uno dei due Pilastri a sopravvivere alla battaglia finale contro Muzan e le Lune Crescenti, insieme a Giyū. Anche se lo odia alla fine della battaglia finale diventano amici e lo aiuta pure a tagliarsi i capelli.
Gyōmei Himejima (悲鳴嶼 行冥?, Himejima Gyoumei)
Doppiato da: Tomokazu Sugita (ed. giapponese), Matteo Brusamonti (ed. italiana)
Fu il Pilastro della roccia. Il più alto e anziano del gruppo, in passato si prese cura di un gruppo di orfani in un santuario, alcuni dei quali vennero uccisi una notte nell'attacco di un demone. Dopo aver brutalmente ucciso il demone in una fitta d'ira, la mattina seguente venne erroneamente accusato di essere il responsabile dell'accaduto. Fu sottratto dalla condanna a morte da un giovane Kagaya e in seguito entrò nella Squadra degli ammazzademoni, consapevole della propria forza che decise di mettere al servizio dei più deboli. All'inizio diffidò di Tanjiro poiché Nezuko è un demone, ma in seguito lo accettò dopo aver compreso la sua bontà d'animo, la stessa di quegli orfani di cui si era preso cura. Nonostante la cecità, venne considerato da tutti il più forte tra i Pilastri della sua generazione e unico di cui Kagaya svelò il suo piano di sacrificarsi contro Muzan. Fu anche molto religioso, in quanto lo si sentì spesso recitare preghiere buddiste. Padroneggiò la Respirazione della roccia (岩の呼吸?, Iwa no kokyū) e in battaglia utilizzò sapientemente un'ascia collegata a una sfera chiodata da una catena. Perse una gamba nella battaglia finale contro Muzan, prima di morire a causa delle ferite.
Tengen Uzui (宇髄 天元?, Uzui Tengen)
Doppiato da: Katsuyuki Konishi (ed. giapponese), Maurizio Merluzzo (ed. italiana)
L'ex Pilastro del suono. Una persona molto eccentrica e dedita ai piaceri della vita, che vuole sempre compiere azioni a suo modo di dire "vistose", "sgargianti" e "spettacolari". Sebbene dimostri un atteggiamento indifferente verso gli altri, possiede anche un lato premuroso che viene mostrato principalmente alle sue tre mogli Makio, Suma e Hinatsuru e, più tardi, anche al gruppo di Tanjiro. Padroneggia la Respirazione del suono (音の呼吸?, Oto no kokyū) e in battaglia usa due spade gemelle più grandi di Shinobu tenute insieme da una catena. Possiede un udito molto sviluppato, molto più potente di quello di Zenitsu. Prima di diventare un ammazzademoni fu uno shinobi che dava la priorità al completamento delle missioni, ma una volta divenuto Pilastro capì che la sua ideologia era sbagliata e cominciò a mettere al primo posto l'incolumità dei suoi cari e degli innocenti. Lasciò la sua posizione di Pilastro dopo aver perso una mano e un occhio nella battaglia contro la Sesta Luna Crescente, dedicandosi in seguito all'addestramento degli ammazzademoni più giovani durante l'Allenamento dei Pilastri. Durante la battaglia finale contro Muzan fa la guardia al neo capofamiglia Kiriya insieme a Shinjurō, il padre di Kyōjurō e Senjurō Rengoku.
Mitsuri Kanroji (甘露寺蜜璃?, Kanroji Mitsuri)
Doppiata da: Kana Hanazawa (ed. giapponese), Stefania Rusconi (ed. italiana)
Fu il Pilastro dell'amore, una ragazza molto dolce e sempre di buon umore, a volte un po' impacciata. Dispose inoltre di una forza sovrumana dovuta al fatto che il suo corpo possedette una densità muscolare 8 volte superiore a quella di una persona normale. Essendo stata rifiutata dal suo precedente fidanzato, per via della sua forza smisurata, e avendo rifiutato lei il secondo, si unì alla squadra ammazzademoni nella speranza di trovare un uomo più forte di lei che la prendesse come moglie, ma anche perché aveva capito che voleva essere in un posto dove potesse essere se stessa ed essere accettata per questo, piuttosto che nascondere la sua natura. Padroneggiò la Respirazione dell'amore (恋の呼吸?, Koi no kokyū) e la sua spada fu molto lunga e fatta di un metallo flessibile, simile a una frusta, che solo lei fu in grado maneggiare correttamente. Dopo la battaglia contro Muzan, in punto di morte, Mitsuri e Iguro dichiararono il proprio amore e ripromisero di sposarsi nella loro prossima vita.
Muichirō Tokitō (時透 無一郎?, Tokitou Muichirou)
Doppiato da: Kengo Kawanishi (ed. giapponese), Dario Sansalone (ed. italiana)
Fu il Pilastro della nebbia e il più giovane del gruppo, avendo solo 14 anni. Perennemente con la testa fra le nuvole, sembrava che non prestasse mai attenzione a ciò che lo circondava, ma al momento del bisogno sapeva mostrarsi serio e lucido nel suo lavoro. Impassibile e talvolta ottuso, tese a pensare solo per sé stesso e ad agire seguendo la sua logica. Nei tempi in cui visse con suo fratello gemello Yuichiro, dopo la morte dei genitori, era un ragazzo gentile e desideroso di aiutare il prossimo. Un giorno apparve un demone che uccise suo fratello e Muichiro in un impeto di collera lo massacrò. In seguito a quell'evento traumatico perse la memoria e si dedicò esclusivamente ad allenarsi come ammazzademoni, scalando i ranghi e diventando Pilastro in appena due mesi e assumendo quell'atteggiamento placido e indifferente fino agli eventi del villaggio dei forgiatori di spade, quando cominciò a riacquistare delle emozioni. Padroneggiò la Respirazione della nebbia (霞の呼吸?, Kasumi no kokyū) e sviluppò una sua tecnica esclusiva, il settimo kata della Respirazione della nebbia. Sconfisse da solo la Quinta Luna Crescente Gyokko ma alla fine perse la vita nella battaglia contro la Prima Luna Crescente Kokushibo.
Obanai Iguro (伊黒小芭内?, Iguro Obanai)
Doppiato da: Kenichi Suzumura (ed. giapponese), Stefano Pozzi (ed. italiana)
Fu il Pilastro del serpente e il pilastro più forte,nonché il più muscoloso e agile. Usò tenere la parte inferiore del viso sempre coperta da bende, per nascondere una cicatrice, ed ebbe gli occhi di due colorazioni differenti, uno giallo, da cui è parzialmente cieco, e uno turchese. Fu sempre in compagnia di un serpente bianco chiamato Kaburamaru. Nacque in una famiglia che compiva sacrifici umani ad un demone in cambio di soldi, per questo ebbe una pessima considerazione di sé stesso. Fu molto esigente nei confronti dei suoi colleghi Pilastri e rimproverò gli ammazzademoni di grado inferiore per la loro impreparazione e debolezza. In generale si comportò freddamente con tutti tranne che con Mitsuri, di cui era innamorato, ricambiato. Padroneggiò la Respirazione del serpente (蛇の呼吸?, Hebi no kokyū) e la sua spada ondulata ricorda un rettile che striscia. Malgrado perda la vista durante la battaglia finale contro Muzan, riuscì comunque a combattere, grazie al suo forte legame con Kaburamaru, che gli permise di vedere attraverso i suoi occhi, aiutato anche dai talismani di Yushiro. Tuttavia, venne ferito, iguro riesce ad uccidere muzan.a fine battaglia dopo la morte di muzan,iguro si dichiara a mitsuri e promettono di sposarsi nella prossima vita. Morirà per le ferite riportate.

### Villa delle Farfalle
Aoi Kanzaki (神崎 アオイ?, Kanzaki Aoi)
Doppiata da: Yuri Ehara (ed. giapponese), Giada Bonanomi (ed. italiana)
Una delle apprendiste di Shinobu, si occupa della guarigione e riabilitazione degli ammazzademoni feriti che vengono portati alla Villa delle farfalle. Sebbene sia riuscita a superare l'esame di selezione finale, ritiene sia stato solo per fortuna. Avendo troppa paura per combattere contro i demoni, ha scelto di prestare servizio come infermiera. Rimprovera costantemente sé stessa, sostenendo di essere una codarda e di non fare abbastanza rispetto agli altri ammazzademoni, ma Tanjiro le fa capire che si sbaglia e che anche il suo lavoro è importante.
Sumi Nakahara (中原すみ?, Nakahara Sumi), Naho Takada (高田なほ?,  Takada Naho) e Kiyo Terauchi (寺内きよ?,  Terauchi Kiyo)
Doppiate da: Ayumi Mano, Yūki Kuwahara e Nanami Yamashita (ed. giapponese), Serena Clerici, Anna Mazza e Federica Valenti (ed. italiana)
Tre bambine orfane che lavorano come assistenti alla Villa delle farfalle. Si affezionano subito tutte e tre a Tanjiro e lo aiutano nell'allenamento durante il suo periodo di riabilitazione.

### Villaggio dei Forgiatori
Hotaru Haganezuka (鋼鐵塚 蛍?, Haganezuka Hotaru)
Doppiato da: Daisuke Namikawa (ed. giapponese), Marco Balzarotti (ed. italiana)
Uno dei forgiatori al servizio della squadra ammazzademoni. Ha forgiato le spade di Tanjiro. Presta ben poca attenzione a qualsiasi cosa al di là delle spade e si infuria ogni volta che Tanjiro rompe o perde la sua, a causa dalla sua passione e dedizione per esse. Tuttavia, viene rivelato da Kanamori, che in verità è davvero felice che Tanjiro si fidi di lui e gli lasci forgiare le sue spade. Si dimostrò determinante per la sconfitta di Hantengu, finendo con successo la lama di Tanjiro, appena in tempo, dando così al giovane la possibilità di ucciderlo. Ha sofferto gravi ferite per mano di Gyokko durante la battaglia, perdendo persino l'uso di un occhio.
Kozo Kanamori (鉄穴森鋼蔵?, Kanamori Kōzō)
Doppiato da: Eiji Takemoto (ed. giapponese), Valerio Amoruso (ed. italiana)
Uno dei forgiatori al servizio della squadra ammazzademoni. Ha forgiato la spada di Muichiro e le due spade di Inosuke, infuriandosi però con lui quando questi usa un sasso per scheggiarle. È in grado di comprendere Haganezuka e si prende molto cura degli altri, come si è visto quando continua a proteggerlo dagli attacchi di Gyokko, nonostante rimanga gravemente ferito.
Kotetsu (虎徹?, Kotetsu)
Doppiato da: Ayumu Murase (ed. giapponese), Giorgia Carnevale (ed. italiana)
Un bambino di 10 anni che ha ereditato la bambola meccanica della sua famiglia, realizzata in riferimento a Yoriichi Tsugikuni. È pieno di passione per il suo lavoro di manutenzione, anche se non ha ancora imparato le riparazioni. Questo gli provoca molto dolore e paura, ma dopo aver incontrato Tanjiro si rende conto che non può arrendersi. Spesso è molto franco e brutale, ma nonostante ciò, fa del suo meglio per aiutare coloro che lo circondano. È stato ferito da Gyokko, ma in seguito viene protetto da Muichiro.

### Altri membri
Genya Shinazugawa (不死川 玄弥?, Shinazugawa Genya)
Doppiato da: Nobuhiko Okamoto (ed. giapponese), Mattia Bressan (st.1), Omar Maestroni (st.3-4), Tania De Domenico (da bambino) (ed. italiana)
Fu un ammazzademoni che si unì alla squadra nello stesso periodo di Tanjiro e Zenitsu. Era un ragazzo duro e impacciato, a cui non sembrava importare di nulla eccetto l'uccisione dei demoni. Il suo comportamento cambiò dopo che combatté insieme a Tanjiro per salvare il villaggio nascosto dei forgiatori di spade. A differenza della maggior parte dei cacciatori di demoni, non era in grado di usare alcun tipo di respirazione o la maggior parte degli stili di combattimento con la spada, per questo usa una pistola munita di proiettili realizzati col metallo nichirin. Tuttavia, grazie al suo speciale sistema digestivo, mangiando alcune parti dei demoni contro cui combatteva, riusciva ad ottenere temporaneamente i loro poteri demoniaci: i suoi poteri e la sua forza potevano aumentare in base alla quantità ingerita del demone, ma diventava anche sensibile alle debolezze dei demoni. Suo fratello è Sanemi Shinazugawa, l'attuale Pilastro del Vento, e tra i due non scorre buon sangue dopo la morte della madre. Muore alla fine della battaglia contro Kokushibo, riuscendo a fare ammenda con suo fratello, che gli rivelò che il suo unico desiderio era facesse una vita normale: per questo lo maltrattò e insultò, per invogliarlo ad abbandonare la squadra ammazzademoni.
Kanao Tsuyuri (栗花落 カナヲ?, Tsuyuri Kanao)
Doppiata da: Reina Ueda (ed. giapponese) Sabrina Bonfitto (ed. italiana)
Una ragazza tranquilla che supera l'esame di selezione finale insieme a Tanjiro, Zenitsu e Genya. È la pupilla di Shinobu, che la addestra come sua tsuguko. È una spadaccina altamente qualificata, ma ha difficoltà ad agire senza che le venga detto esplicitamente cosa fare e per prendere qualunque decisione si affida al lancio di una moneta. È cresciuta in una famiglia molto povera, che la maltrattò e la vendette come schiava, cosa che l'ha portata a non dare valore alla sua vita e a non provare emozioni. Anche dopo essere stata salvata e adottata come sorellina da Shinobu e Kanae, continua a non fare nulla senza che qualcuno glielo ordini, motivo per cui Kanae le ha dato la moneta. Le cose cambiano quando Tanjiro la esorta a prendere le decisioni seguendo il proprio cuore. Ha una vista estremamente sviluppata e padroneggia la Respirazione del fiore (花の呼吸?, Hana no Kokyū), insegnatale da Kanae. Abusando della sua capacità oculare durante lo scontro con la Seconda Luna Crescente, Doma, perde la vista da un occhio. La sua spada si spezza durante la battaglia finale contro Muzan, dove viene salvata da Tanjiro. È intuibile che prova dei sentimenti per Tanjiro, al punto da rischiare la vita per salvarlo quando fu trasformato in un demone. Nel capitolo finale del manga vengono mostrati i loro discendenti Sumihiko e Kanata Kamado, confermando la loro futura relazione.
Murata (村田?, Murata)
Doppiato da: Kōki Miyata (ed. giapponese), Marco Benedetti (ed. italiana)
Un membro fisicamente debole della squadra ammazza-demoni che è stato inviato alla montagna Natagumo. Uno dei sopravvissuti all'operazione per uccidere la famiglia dei demoni ragno, diventa amico di Tanjiro e appare in poche altre occasioni durante la serie.
Kanae Kocho (胡蝶 カナエ?, Kochō Kanae)
Doppiata da: Ai Kayano (ed. giapponese) e Martina Tamburello (ed. italiana)
Sorella maggiore di Shinobu ed ex-pilastro dei fiori, venne uccisa dalla seconda luna crescente Doma.

## Demoni
I Demoni (鬼?, Oni) sono esseri immortali e malevoli. La stragrande maggioranza dei demoni possiede un istinto omicida che li spinge a uccidere e divorare gli umani e ha perso la maggior parte dei loro ricordi della loro vita umana. I demoni non nascono naturalmente, ma ricevendo il sangue di Muzan oppure quello delle Lune Crescenti, anche se Tamayo è riuscita a trasformare Yushiro in un demone dopo secoli di studio.
I demoni possiedono varie abilità, tra cui forza, velocità e resistenza sovrumane, la capacità di manipolare il proprio corpo e l'immortalità, oltre alla capacità di lanciare incantesimi tramite il loro sangue, abilità nota come abilità vampiriche (血鬼術?, Kekkijutsu). Gli unici modi per uccidere un demone sono la luce del sole, la decapitazione tramite una lama nichirin, il veleno di glicine o la maledizione di Kibutsuji.

### Muzan Kibutsuji
Muzan Kibutsuji (鬼舞辻 無惨?, Kibutsuji Muzan) è il primo demone, infatti tutti gli altri demoni sono stati creati da lui o da altri demoni originati da lui. È anche responsabile della morte della maggior parte della famiglia di Tanjiro. È il demone più forte e ha numerosi poteri. Spesso si traveste da umani diversi, giovani e vecchi, uomini e donne. Muzan è un individuo spietato e narcisista che vuole che ogni suo ordine sia eseguito alla perfezione. Odia il cambiamento, che vede come una degradazione, pertanto ritiene che la perfezione sia uno stato delle cose in cui non cambia mai nulla. Per questo motivo si altera quando qualcosa sfugge al suo controllo e inizia a mutare. Tranne questi casi, di solito non esprime mai dei sentimenti, tanto da apparire distaccato rispetto a ciò che lo circonda. In origine era un giovane malaticcio che visse durante l'era Heian e che fu trasformato in un demone dopo essere stato sottoposto a un trattamento sperimentale, al termine del quale uccise il suo medico, prima di rendersi conto che il trattamento gli aveva salvato la vita. La sua unica vera debolezza è il sole, e ha dedicato tutti i suoi sforzi in modo da poterla superare, in modo da poter continuare a vivere in eterno sconfiggendo la paura della morte. Quando scopre che Nezuko è diventata immune alla luce solare, decide di impiegare tutti i suoi sforzi per catturarla e divorarla, in modo da acquisire per lui questa immunità. Ma gli ammazzademoni sfruttano l'ossessione di Muzan per creare una trappola per lui e per i suoi rimanenti seguaci. Durante la battaglia, Muzan uccide Tamayo e molti ammazzademoni, prima di scoprire di essere stato infettato da una variante della cura contro la trasformazione in demone che Tamayo e Shinobu hanno sviluppato, che rimuove la maggior parte dei suoi poteri e lo indebolisce. Alla fine, viene distrutto dalla luce del sole dopo essere stato trattenuto dagli ammazzademoni, ma come ultimo atto di vendetta trasforma Tanjiro in un demone in modo da uccidere i restanti ammazzademoni, però ciò viene impedito quando il ragazzo torna a essere umano con l'aiuto dei suoi amici. È doppiato da Toshihiko Seki (ed. giapponese) e da Claudio Moneta (ed. italiana).

### Dodici Lune Demoniache
Le Dodici Lune Demoniache (十二鬼月?, Jūni Kizuki), sono un gruppo di dodici demoni molto potenti che agiscono sotto il comando diretto di Muzan. Hanno un numero che rappresenta il loro rango inciso sui loro occhi, i sei più deboli sono noti come Lune Calanti (下弦?, Kagen) numerati dall'uno al sei, mentre i sei più forti sono chiamati Lune Crescenti (上弦?, Jōgen) anche loro numerati dall'uno al sei. Il numero indica il loro rango tra le Lune, determinato in base alla forza, di conseguenza la Prima Luna Crescente è la più forte mentre la Sesta Luna Calante è la più debole. Le Lune Calanti hanno il loro numero inciso solo nell'occhio sinistro, mentre le Lune Crescenti hanno i loro numeri nell'occhio destro e il kanji per Luna Crescente (上弦?, Jōgen) nel sinistro (a eccezione di Akaza, che ha il kanji nell'occhio destro e il numero nel sinistro; Gyokko, che ha il kanji sopra e il numero sotto; Nakime, che avendo un occhio ha solo il numero e Kyogai, che ha il numero nell'occhio destro). Quando un membro viene espulso dal gruppo, Muzan lo de-classifica incidendo "X" sopra il numero che indica il suo rango, mostrando che non fa più parte del gruppo. Non è chiaro che tipo di relazione ci sia tra i due gruppi, ma le Lune Crescenti disprezzano le Lune Calanti e, mentre le prime sono rimaste invariate per oltre cent'anni, le ultime sono state sostituite innumerevoli volte. Dopo la morte di Rui, Muzan decide di sciogliere il gruppo ritenendolo inutile, quindi uccide tutti i rimanenti membri, tranne Enmu.

#### Lune Calanti
Enmu (魘夢?, Enmu)
Doppiato da: Daisuke Hirakawa (ed. giapponese), Fabrizio Valezano (ed. italiana)
Fu un demone che ricoprì la posizione di Prima Luna Calante. A causa della sua eterna devozione per il suo padrone, venne risparmiato da Muzan dopo che questi decise di sciogliere le Lune Calanti ed eliminarne i membri. Gli venne assegnato il compito di uccidere Tanjiro. Il suo potere gli consentì di far addormentare le persone e di manipolare i loro sogni. Sempre attraverso i sogni, Enmu era persino in grado di uccidere le sue vittime, distruggendo il nucleo spirituale del sogno e, di conseguenza, la mente di chi lo compie. Così tese un'imboscata sul treno Mugen, ma il suo piano non funzionò come previsto e venne ucciso da Tanjiro e Inosuke.
Ubume (姑獲鳥?, Ubume)
Fu un demone femmina che compare nella light novel "I segnali del vento" e che ricopriva la posizione di Prima Luna Calante  prima dell'inizio della storia. Prima di diventare un demone, Ubume si chiamava Yae e aveva un marito violento e una figlia piccola, Sae. Suo marito giocava spesso d'azzardo e voleva tradire Ubume, così lei lo uccise e inscenò il suo omicidio come un incidente. Sae in seguito si ammalò, e Ubume si prese cura di lei. Tuttavia, invece di permetterle di riprendersi, la torturò continuamente così da poter continuare a prendersi cura di lei per sempre e la uccise quando cercò di scappare. Fu poi trasformata in un demone da Muzan. La sua abilità le permetteva di generare illusioni quasi indistinguibili dalla realtà e fu uccisa da Sanemi e Masachika Kumeno.
Rokuro (轆轤?, Rokuro)
Doppiato da: Taiten Kusunoki (ed. giapponese), Luca Sandri (ed. italiana)
Fu un demone che ricoprì la posizione di Seconda Luna Calante. Venne ucciso da Muzan, insieme alle Lune Calanti, dopo che gli chiese di donargli un po' del suo sangue per diventare più forte.
Hairo (佩狼?, Hairō)
Fu un demone che compare nel Gaiden di Rengoku e che ricopriva il ruolo di Seconda Luna Calante prima dell'inizio della storia. Da umano, Hairo imparò a combattere e a usare la spada, ma durante uno scontro con dei soldati armati di armi da fuoco, la sua fede nelle sue abilità venne meno vedendo la superiorità delle pistole rispetto alle spade che usava. I soldati gli spararono, ma Hairo sopravvisse e diventò un demone poco dopo. Come demone, Hairo incontrò il Pilastro delle Fiamme, all'epoca Shinjuro Rengoku, che gli tagliò ripetutamente le mani senza pietà e lo schernì per essere fuggito da lui nonostante fosse un demone. Questo evento traumatico diventò la spinta di Hairo per diventare più forte e sviluppare una potente abilità vampirica, che gli permetteva di evocare figure oscure in grado di distruggere tutto ciò che toccavano, per implementare nel suo stile di combattimento l'uso delle pistole. Venne ucciso da Kyōjurō a cui venne successivamente assegnato il titolo di Pilastro.
Wakuraba (病葉?, Wakuraba)
Doppiato da: Soichiro Hoshi (ed. giapponese), Jacopo Calatroni (ed. italiana)
Fu un demone che ricoprì la posizione di Terza Luna Calante. Venne ucciso da Muzan quando cercò di scappare dalla Fortezza Dimensionale Infinita.
Mukago (零余子?, Mukago)
Doppiata da: Kana Ueda (ed. giapponese), Martina Tamburello (ed. italiana)
Fu un demone femmina che ricoprì la posizione di Quarta Luna Calante. Venne uccisa da Muzan, insieme alle Lune Calanti, dopo aver "contraddetto la sua affermazione".
Rui (累?, Rui)
Doppiato da: Kōki Uchiyama (ed. giapponese), Andrea Rotolo (ed. italiana)
Ricoprì il ruolo di Quinta Luna Calante, nonché il leader della famiglia dei demoni ragno. Il suo potere consisté nella creazione di fili molto affilati, in grado di tranciare anche le spade. Da umano fu un bambino malato che venne trasformato in demone in cambio di un corpo sano e forte. Ma dato che divenne un demone, gli venne anche l'impulso di mangiare carne umana che lo portò ad uccidere un uomo, e per impedirgli di fare qualcosa di peggiore in futuro i suoi genitori decisero di ucciderlo nel sonno per poi suicidarsi. Tuttavia Rui si svegliò e fuori di sé per il tradimento, li uccise entrambi perdendo così la sua memoria umana. Da allora, al fine di creare la sua famiglia ideale, in sostituzione di quella persa, iniziò a cercare demoni adatti ad assumere il ruolo dei suoi nuovi genitori e fratelli. Ciònonostante, non ebbe mai un vero legame con gli altri demoni della famiglia ragno e divenne invidioso del rapporto tra Tanjiro e Nezuko. Dopo una lunga battaglia contro i fratelli Kamado, venne facilmente ucciso da Giyu. La sua morte spinse Muzan a sciogliere le Lune Calanti rimaste, poiché cominciò a considerarle troppo deboli rispetto alle Lune Crescenti.
Kamanue (釜鵺?, Kamanue)
Doppiato da: Mattia Bressan (ed. italiana)
Fu un demone che ricoprì la posizione di Sesta Luna Calante. Poco tempo dopo aver assunto questo ruolo, fu ucciso da Muzan nella Fortezza Dimensionale Infinita.

#### Lune Crescenti
Kokushibo (黒死牟?, Kokushibō)
Doppiato da: Ryotaro Okiayu (ed. giapponese) e da Davide Fazio (ed. italiana)
Il subordinato più potente di Muzan con il titolo di Prima Luna Crescente, Kokushibo era originariamente un ammazzademoni chiamato Michikatsu Tsugikuni (継国厳勝?, Tsugikuni Michikatsu) e fratello maggiore di Yoriichi. Invidioso del talento di suo fratello, finì per unirsi a Muzan come demone per perfezionare eternamente le sue tecniche come spadaccino senza la preoccupazione di morire di malattia o di vecchiaia. Il suo stile di combattimento fu la Respirazione della Luna (月の呼吸?, Tsuki no kokyū), che deriva direttamente dalla Respirazione del Sole (日の呼吸?, Hi no kokyū)  di Yoriichi. La sua spada era parte del suo corpo, pertanto essa era in grado di rigenerarsi e di cambiare forma a piacimento. Nella battaglia finale affrontò Gyōmei, Sanemi, Genya e Muichiro. Grazie allo sforzo combinato dei suoi avversari, venne immobilizzato e decapitato, tuttavia si rigenerò assumendo una nuova spaventosa forma e ferì mortalmente Genya e Muichiro. Infine, rendendosi conto della mostruosità del suo aspetto e ricordando le parole di suo fratello, si lasciò uccidere da Gyōmei e Sanemi.
Doma (童磨?, Dōma)
Doppiato da: Mamoru Miyano (ed. giapponese), Alessandro Lussiana (ed. italiana, seconda stagione) e Davide Fumagalli (ed. italiana, terza stagione)
Un demone spietato e crudele che ricoprì la posizione di Seconda Luna Crescente, il suo potere gli consentì di creare e manipolare il ghiaccio. Fu visto dai suoi genitori come un bambino perfetto e benedetto, così diedero vita ad un culto religioso intorno alla sua figura, la Setta del Paradiso Eterno. Dopo la morte dei suoi genitori, assunse il controllo del culto e, dopo essere stato trasformato in un demone da Muzan, cominciò a mangiare i suoi seguaci. La madre di Inosuke, Kotoha Hashibira, cercò riparo dal suo violento marito nel suo tempio; ma fuggì dopo aver scoperto la sua vera natura, solo per venire successivamente uccisa da lui. Uccise anche la sorella maggiore di Shinobu, Kanae. Per vendicare la morte della sorella, Shinobu progettò un piano in cui riempì il suo corpo di veleno letale, assumendo una massiccia dose di veleno di fiori di glicine per oltre un anno prima del combattimento, per poi lasciarsi consumare dal demone, in modo da indebolirlo. Il piano ebbe successo, così Kanao e Inosuke ebbero l'occasione per decapitarlo riscattando la morte dei loro cari. Colpito dal gesto di Shinobu, in punto di morte si innamora di lei, provando così dei veri sentimenti per la prima volta.
Akaza (猗窩座?, Akaza)
Doppiato da: Akira Ishida (ed. giapponese), Federico Viola (ed. italiana)
Il suo vero nome è Hakuji (狛治?), e fu un demone che ricoprì la posizione di Terza Luna Crescente. In origine fu un ragazzino che fece ricorso al furto per comprare le medicine al padre malato, che alla fine si suicidò, non volendo venire curato con medicine ottenute in modo disonesto. Hakuji venne quindi preso sotto la custodia di Keizo, un maestro di arti marziali, che lo incaricò di prendersi cura della figlia malata, Koyuki, di cui finì per innamorarsi. Vissero felicemente insieme per i successivi due anni, durante i quali la salute di Koyuki migliorò e suo padre offrì al ragazzo la mano della figlia e il dojo. Hakuji accettò e promise di proteggere entrambi anche a costo della sua vita, promessa che non poté mantenere, dal momento che vennero avvelenati dai membri di un dojo rivale e morirono poco dopo. Accecato dalla rabbia, uccise a mani nude tutti i 67 membri del dojo rivale e incontrò Muzan, che lo trasformò in demone e rinominò in Akaza. Il suo potere si basò esclusivamente sul combattimento corpo a corpo, e gli consentì di creare onde d'urto sfruttando i suoi colpi. Poteva inoltre percepire "lo spirito combattivo" dei propri avversari, potendo rilevare la loro presenza nelle sue immediate vicinanze (anche nei suoi angoli ciechi) e prevedere dove e come lo avrebbero potuto colpire. Durante gli eventi del Treno Mugen uccise Rengoku. Nella Fortezza Dimensionale Infinita si scontrò contro Tanjiro e Giyu, ma al termine della battaglia si suicidò dopo aver riacquistato i suoi ricordi da umano.
Hantengu (半天狗?, Hantengu)
Doppiato da: Toshio Furukawa (come Hantengu e Urami), Yuichiro Umehara (come Sekido), Kaito Ishikawa (come Karaku), Shunsuke Takeuchi (come Urogi), Soma Saito (come Aizetsu), Koichi Yamadera (come Zohakuten), Roberto Accornero (come Hantengu, ed. italiana), Jona Mennite (come Sekido), Simone Lupinacci (come Karaku), Simone Marzola (come Urogi), Alessio Talamo (come Aizetsu), Andrea Oldani (come Zohakuten)
Demone con le sembianze di un uomo anziano che nonostante il suo aspetto fiacco e innocuo ricoprì la posizione di Quarta Luna Crescente. Manifestò i suoi veri poteri e forza dividendosi in sei incarnazioni, ognuna con un aspetto, personalità e abilità diverse, in base alle emozioni di Hantengu: Sekido (積怒?, Sekido); Karaku (可楽?, Karaku); Aizetsu (哀絶?, Aizetsu); Urogi (空喜?, Urogi); Zohakuten (憎珀天?, Zōhakuten) e Urami (恨み?, Urami). Come umano, era un criminale che si professava innocente (dando la colpa alle sue mani) nonostante i suoi atti criminali, e fu trasformato da Muzan per salvarlo da una condanna a morte. Attaccò il villaggio dei forgiatori di spade insieme a Gyokko, dove venne ucciso da Tanjiro, ma prima di morire riuscì ad informare Muzan dell'immunità di Nezuko alla luce solare, facendola diventare il nuovo obiettivo del suo padrone.
Nakime (鳴女?, Nakime)
Doppiata da: Marina Inoue (ed. giapponese), Chiara Leoncini (ed. italiana)
Un demone femmina che servì direttamente Muzan, venne promossa a Quarta Luna crescente dopo la morte di Hantengu. Grazie al suo potere fu in grado di controllare e muovere le stanze della Fortezza Dimensionale Infinita tramite il suono del suo biwa, dove mostrò anche la capacità di creare bulbi oculari per spiare i movimenti degli ammazzademoni anche da una lunga distanza. Affrontò Mitsuri e Obanai finché non venne manipolata da Yushiro, spingendo Muzan a ucciderla per impedirgli di prendere il controllo della fortezza. Quando era umana, era una musicista che aveva sviluppato l'abitudine di uccidere prima delle sue esibizioni, perché aveva capito che, dopo aver commesso un omicidio, le sue mani tremavano ed era quindi in grado di suonare meglio il suo biwa. Durante un giorno in cui aveva un appuntamento per esibirsi di nuovo sul palco, scelse casualmente una persona da uccidere, ovvero Muzan. Cercò di ucciderlo ma fallì. Muzan fu impressionato dalle capacità di Nakime e compiaciuto di ciò che aveva fatto, così le risparmiò la vita e si offrì di trasformarla in un demone. Nakime accettò la sua offerta, divenne un demone e scalò rapidamente i ranghi diventando uno dei migliori servitori di Muzan e successivamente la Quarta Luna Crescente dopo la morte di Hantengu.
Gyokko (玉壺?, Gyokko)
Doppiato da: Kosuke Toriumi (ed. giapponese), Paolo De Santis (ed. italiana)
Un demone arrogante che deteneva la posizione di Quinta Luna Crescente. A differenza degli altri demoni, Gyokko aveva un'anatomia altamente distorta, con gli occhi sulla fronte e sulla bocca, oltre a due bocche al posto degli occhi. Il suo potere fu legato ai vasi, che sfruttò per spostarsi velocemente o per evocare mostri simili a pesci. Gyokko aveva l'abitudine di distorcere i corpi delle sue vittime mentre erano ancora vivi, trasformandoli in grottesche sculture viventi. Era ossessionato con l'arte e creava cose che ai suoi occhi erano splendide, infuriandosi quando qualcuno criticava le sue creazioni. Da umano si chiamava Managi e visse in un villaggio costiero. Quando era piccolo, i suoi genitori andarono a pescare e annegarono in mare. I loro corpi riapparvero poi sulla riva del villaggio e vedendoli, Managi sviluppò un grottesco fascino per i cadaveri. Aveva una fissazione con carcasse di pesce che trovava, portando la comunità a tenersi a distanza, credendo che fosse impazzito. Alla fine, un bambino lo trovò e lo prese in giro per il suo comportamento insolito, spingendo Managi a ucciderlo e a nascondere il corpo in una pentola da pesca. Quando i genitori del bambino scoprirono che il loro figlio era morto ucciso da Managi, pugnalarono quest'ultimo con una lancia da pesca. Managi sopravvisse a malapena per dodici ore, finché Muzan non lo trovò e lo trasformò in un demone. Venne ucciso da Muichiro durante l'attacco al villaggio dei forgiatori di spade.
Gyutaro (妓夫太郎?, Gyūtarō)
Doppiato da: Ryōta Ōsaka (ed giapponese), Davide Farronato (ed italiana),
Demone dall'aspetto deforme, fu originariamente il vero detentore della posizione di Sesta Luna Crescente, titolo che condivise con la sorella Daki. Gyutaro nacque in povertà nella zona più disagiata del quartiere a luci rosse. Sua madre spesso lo picchiò e cercò di ucciderlo poiché non poteva permettersi di mantenerlo. Durante la sua infanzia, venne continuamente deriso per il suo aspetto dagli altri residenti del quartiere, ma quando nacque sua sorella Ume acquisì un senso di orgoglio e responsabilità, probabilmente anche causato dell'instabilità mentale della madre e dalla successiva morte della stessa, che lo portarono a crescere la sorella fino ai suoi primi anni di adolescenza, periodo in cui vennero trasformati in demoni. Il suo potere, oltre alla capacità di creare delle falci avvelenate direttamente dal suo corpo, consisté anche nella capacità di staccare completamente il suo "nucleo" dal proprio corpo; questa abilità lo protesse efficacemente dall'essere ucciso per decapitazione a causa del fatto che il suo nucleo principale non era presente nel suo corpo, cosicché né lui né sua sorella potessero essere uccisi a meno che entrambe le loro teste non venissero tagliate simultaneamente. Venne ucciso da Tengen e Tanjiro.
Daki (堕姫?)
Doppiata da: Miyuki Sawashiro (ed giapponese), Gea Riva (ed. italiana)
Un demone femmina travestita da Oiran, che condivise originariamente la posizione di Sesta Luna Crescente con il fratello maggiore Gyutaro. Nacque qualche anno dopo il fratello e venne chiamata Ume (梅?). Gyutaro rivelò che, fin da piccola, ha avuto un viso talmente bello che attirò l'attenzione sia gli uomini e che le donne. A 13 anni fu finalmente scelta per lavorare in uno dei bordelli di alta classe del quartiere, dove iniziò a ricevere un'istruzione e abilità adeguate per diventare una Oiran di alto rango, mentre suo fratello lavorava come esattore di debiti. Tuttavia, tutto questo ebbe fine quando Gyutaro, tornando a casa dal lavoro, trovò il corpo della sorella legato e bruciato, come punizione per aver cavato l'occhio ad un samurai. Mentre veniva soccorsa dal fratello, il samurai accecato da Ume e la direttrice del bordello tentarono di ammazzarli entrambi, per poi venire uccisi da Gyutaro. In cerca di aiuto per il quartiere, i fratelli incontrarono la Sesta Luna Crescente di allora, Doma, che si offrì di aiutarli trasformandoli in demoni. Il suo potere le consentì di creare e far crescere dal suo stesso corpo fasce per kimono (obi) flessibili e affilate come spade. Venne uccisa da Zenitsu e Inosuke.
Kaigaku (獪岳?, Kaigaku)
Doppiato da Yoshimasa Hosoya (ed. giapponese), Alessandro Fattori (ed. italiana)
Fu membro delle Dodici Lune Demoniache, e ricoprì la posizione di Sesta Luna Crescente in seguito alla morte di Daki e Gyutaro. Originariamente uno degli orfani accuditi da Gyōmei, fu cacciato dagli altri bambini per aver rubato i soldi del tempio e incontrò un demone, a cui permise l'ingresso nel tempio in cambio della sua vita, portando così la morte ai bambini e l'arresto di Gyomei. In seguito venne allenato dal Pilastro del Tuono Jigoro Kuwajima, da cui apprese la Respirazione del Fulmine insieme a Zenitsu. Tuttavia, a differenza di quest'ultimo, che imparò solo la prima delle sei tecniche, Kaigaku imparò solo le altre cinque. Divenne un membro della squadra ammazzademoni, ma si fece trasformare in demone da Kokushibo. Alla fine Zenitsu lo uccise, con una settima tecnica esclusiva sviluppata personalmente da lui, chiamata Honoikazuchi no Kami (火雷神?, Honoikazuchi no Kami).

### Altri demoni
Tamayo (珠世?, Tamayo)
Doppiata da: Maaya Sakamoto (ed. giapponese), Debora Magnaghi (ed. italiana)
Una demone alleata di Tanjiro. Oltre a essere un'abile dottoressa, il suo potere demoniaco le consentì di creare illusioni. Durante la sua vita da umana, Tamayo si ammalò di una malattia potenzialmente letale e iniziò a cercare una cura, fu così che si imbatté per la prima volta in Muzan, che, nascondendo le sue vere intenzioni, si offrì di curarla e, quando lei ingenuamente accettò, la trasformò in un demone, cosa che la portò a uccidere e divorare non solo marito e figli, ma anche un certo numero di altri umani, anche se dopo la realizzazione di ciò che aveva fatto affondò nel rimorso e nella disperazione. Cominciò così a disprezzare Muzan e alla fine riuscì a modificare le proprie cellule per rimuovere la sua influenza e per permettersi di sopravvivere con una piccola quantità di sangue e senza carne. Al fine di creare un antidoto per curare i demoni, chiese l'aiuto di Tanjiro che le offrì parte del sangue di Nezuko, ma siccome tale intento richiedeva del particolare tipo di sangue demoniaco, gli chiese di cercare di prelevare il sangue dalle Dodici Lune Demoniache. Nel corso delle sue ricerche riuscì anche a trovare un modo per tramutare gli umani in demoni; l'unico altro demone a poter farlo a parte Muzan e le Lune Crescenti, ma lo praticò solo su malati terminali assicurandosi che sappiano il prezzo da pagare per diventare un demone, ragion per cui Yushiro è l'unico demone da lei creato. Dopo aver completato la cura per far tonare Nezuko umana, pose un'imboscata a Muzan con l'aiuto di Kagaya Ubuyashiki, ma non riuscì ad ucciderlo. Successivamente venne assorbita da Muzan, riuscendo comunque ad iniettargli nel corpo un veleno creato insieme a Shinobu, in grado di far invecchiare il corpo del demone di cinquant'anni per ogni minuto che passa, far regredire le sue cellule allo stato umano e prevenire la divisione e distruzione dell'organismo.
Yushiro (愈史郎?, Yushiro)
Doppiato da: Daiki Yamashita (ed. giapponese), Jacopo Calatroni (s.1-3), Alessandro Pili (s.4) (ed. italiana)
L'unico demone creato da Tamayo. Si prende cura di lei ed è molto protettivo nei suoi confronti, ed è anche implicito che sia innamorato di lei. In quanto demone creato da Tamayo, non ha alcun legame con Muzan. Ha bisogno solo di una piccola quantità di sangue per sopravvivere, meno di Tamayo. Ha un potere speciale che gli permette di cancellare la presenza degli essere viventi e renderli invisibili. Questa tecnica non è perfetta e più persone tenta di nascondere, più è facile trovarli. Durante il combattimento nella Fortezza Dimensionale Infinita si allea con gli ammazzademoni e li aiuta soccorrendo i feriti. Il suo ruolo è determinante nello scontro di Mitsuri e Obanai contro Nakime, durante il quale manipolò quest'ultima per far emergere la fortezza in superficie, spingendo Muzan ad ucciderla per impedirgliene il controllo. Dopo la sconfitta di Muzan, Yushiro continua a vivere come un demone fino ai tempi moderni, dove si guadagna da vivere come pittore.
Demone delle Mani (手鬼?, Te Oni)
Doppiato da: Takehito Koyasu (ed. giapponese), Patrizio Prata (ed. italiana)
Un demone catturato da Urokodaki durante la sua gioventù, in pieno Periodo Meiji e confinato sul Monte Fujikasane. Impazzito per il desiderio di vendetta, incominciò a divorare tutti i discepoli di Urokodaki che tentarono di superare l'esame, inclusi Sabito e Makomo di cui conserva un nitido ricordo. Il suo potere consisté nell'allungare e creare una moltitudine di braccia dal suo gigantesco corpo. Venne ucciso da Tanjiro dopo un acceso scontro.
Demone della Palude (沼鬼?, Numa Oni)
Doppiato da: Ryōhei Kimura (ed. giapponese), Claudio Ridolfo (ed. italiana)
Il primo incarico di Tanjiro come ammazzademoni. Fu un demone che rapì e consumò giovani ragazze, considerando marce quelle che superano i 16 anni. Poteva dividere il proprio corpo in tre cloni completamente identici, ognuno dei quali godeva di personalità propria. La sua abilità più potente fu quella di poter creare una dimensione parallela all'interno di una palude dove poteva portare le sue prede per poi finirle. Tanjiro gli chiese informazioni su Muzan, ma il demone non rispose finendo per venire ucciso.
Yahaba (矢琶羽?, Yahaba)
Doppiato da: Jun Fukuyama (ed. giapponese), Fabrizio Valezano (ed. italiana)
Un demone che servì direttamente Muzan, venne incaricato insieme a Susamaru di uccidere Tanjiro. Il suo potere gli consisté nel manipolare il movimento e la direzione delle cose tramite degli occhi impiantati nei palmi delle mani. Pensò che portando a termine la missione avrebbe ricevuto l'approvazione di Muzan ma venne ucciso da Tanjiro.
Susamaru (朱紗丸?, Susamaru)
Doppiata da: Mikako Komatsu (ed. giapponese), Chiara Francese (ed. italiana)
Una demone che servì direttamente Muzan. Falsamente affermò di far parte delle Dodici Lune Demoniache, fatto rivelato, in seguito da Tamayo, data la mancanza del numero sul suo occhio. Il suo potere risiedette nelle sue sfere temari, incredibilmente dure e pesanti. Le usò come proiettili insieme all'abilità di Yahaba. Venne sconfitta da Tamayo che, usando la sua ipnosi, innescò la maledizione che Muzan pose sui demoni sotto il suo controllo per ucciderli se dovessero pronunciare il suo nome.
Kyogai (響凱?, Kyōgai)
Doppiato da: Junichi Suwabe (ed. giapponese), Ruggero Andreozzi (ed. italiana)
Noto anche come Demone del Tamburo (鼓鬼?, Tsuzumi Oni), fu un demone ed ex membro delle Dodici Lune Demoniache, che ricoprì il ruolo di Sesta Luna Calante. Fu privato del suo numero da Muzan a causa del raggiungimento del suo "limite", non riuscendo più a mangiare umani e di conseguenza perdendo la capacità di evolversi e diventare più forte. Per questo motivo, cercò ossessivamente di riottenere il suo posto nelle Dodici Lune, cercando e mangiando umani con il sangue raro (稀血?, marechi) che sono molto più nutrienti delle persone normali, poiché consumarne uno con il sangue raro equivale a consumare cento umani contemporaneamente. Il suo potere consisté negli tsuzumi incastonati nel suo corpo; colpendoli riusciva a spostare le stanze avanti e indietro, tirare dei fendenti e cambiare la posizione delle stanze in tutta la casa. Venne ucciso da Tanjiro.
Demone Ragno (Madre) (蜘蛛鬼「母」?, Kumo Oni (Haha))
Doppiata da: Ami Koshimizu (ed. giapponese), Giulia Franzoso (ed. italiana).
Una demone appartenuta alla famiglia dei demoni ragno, costretta ad assumere il ruolo di "Madre" da Rui, nonostante sia la più giovane della "famiglia", che cambiò anche il suo aspetto originale. Poteva controllare le persone e le cose usando i suoi fili di ragno, attaccati dai minuscoli ragni nella foresta. Quando Inosuke lanciò Tanjiro in cielo per consentirgli di raggiungere la sua posizione, si rese conto che se fosse semplicemente morta non avrebbe più dovuto affrontare Rui, quindi si arrese volontariamente a Tanjiro che in questo modo la decapitò con una tecnica che garantisce una morte morte pacifica e indolore. In segno di gratitudine per la sua gentilezza, lo avvertì della presenza di una delle Dodici Lune nella montagna e gli augurò buona fortuna prima di morire.
Demone Ragno (Fratello maggiore) ((蜘蛛鬼「兄」?, Kumo Oni (Ani))
Doppiato da: Showtaro Morikubo (ed. giapponese), Fabrizio Valezano (ed. italiana)
Un demone appartenuto alla famiglia dei demoni ragno, con la metà inferiore del suo corpo da ragno e la testa dalle somiglianze umane. Possedette il potere di trasformare gli umani in mostruosi esseri simil-ragno e sputare acido. Infettò Zenitsu che però riuscì ad ucciderlo comunque.
Demone Ragno (Padre) (蜘蛛鬼「父」?, Kumo Oni (Chichi))
Doppiato da: Tetsu Inada (ed. giapponese), Luca Semeraro (ed. italiana)
Un demone appartenuto alla famiglia dei demoni ragno, con il corpo da umano e la testa da ragno. Possedette una forza tanto mostruosa che Inosuke fece fatica a combatterlo prima che venisse facilmente ucciso da Giyu.
Demone Ragno (Sorella maggiore) (蜘蛛鬼「姉」?, Kumo Oni (Ane))
Doppiata da: Ryōko Shiraishi (ed. giapponese), Elisa Contestabile (ed. italiana).
Una demone appartenuta alla famiglia dei demoni ragno. Il suo potere consisté nel creare bozzoli che dissolvono i suoi nemici nell'acido contenente al loro interno, trasformandoli nel suo cibo. Venne avvelenata e uccisa da Shinobu.

## Altri personaggi
Sakonji Urokodaki (鱗滝 左近次?, Urokodaki Sakonji)
Doppiato da: Hochu Otsuka (ed. giapponese), Mario Zucca (ed. italiana)
Ex Pilastro dell'Acqua, iniziò ad allenare Tanjiro su richiesta di un suo ex allievo, Giyu. È un anziano con una maschera da tengu che vive ai piedi del monte Sagiri. All'inizio non è sicuro se allenare il ragazzo sia la cosa giusta, per via della sua natura eccessivamente ingenua e compassionevole, ma alla fine accettò. Man mano che l'allenamento proseguì, si avvicinò molto a Tanjiro e Nezuko fino a diventare come un padre per loro, arrivando a versare lacrime di gioia quando Tanjiro tornò vivo dall'esame finale, dato che altri suoi allievi non ce la fecero. Da allora ha tenuto d'occhio la loro crescita e dato la sua parola ai Pilastri che se Nezuko dovesse mangiare un solo essere umano, allora sia lui che Tanjiro che Giyu avrebbero fatto ammenda suicidandosi.
Sabito (錆兎?, Sabito)
Doppiato da: Yūki Kaji (ed. giapponese), Federico Zanandrea (ed. italiana)
Uno dei discepoli di Urokodaki, buon amico di Giyu e Makomo. Il suo spirito aiutò Tanjiro durante il suo addestramento sul monte Sagiri. Morì durante l'esame finale per unirsi alla squadra ammazzademoni, per mano di un demone sconfitto e imprigionato in passato da Urokodaki, permettendo a tutti gli altri candidati di passare, tra cui Giyu. La sua anima, insieme a quelle degli altri bambini, non trovando pace a causa del fallimento, tornò al monte Sagiri e venne liberata solo quando Tanjiro tornò da Urokodaki sano e salvo, prima di scomparire nella nebbia da un ultimo addio a Tanjiro. Era particolarmente talentuoso e altruista, come ricorda lo stesso Giyu.
Makomo (真菰?, Makomo)
Doppiata da: Ai Kakuma (ed. giapponese), Giulia Maniglio (ed. italiana)
Fu un'allieva di Urokodaki e amica di Sabito. Morì durante l'esame finale esame per unirsi alla squadra degli ammazzademoni. Le anime di Makomo, Sabito e gli altri ragazzi uccisi tornarono sul Monte Sagiri, poiché non poterono riposare a causa del loro fallimento e del lutto di Sakonji, vennero liberati quando Tanjiro tornò dalla prova sano e salvo, ma prima di scompare nella nebbia, lei e tutti gli altri bambini comparvero un'ultima volta per salutarlo. Makomo fu adottata e morì tempo prima di Sabito, per cui non si incontrarono mai di persona. Era molto abile nel combattimento e dotata di una velocità straordinaria. Il suo spirito supportò Tanjiro durante il suo addestramento sul monte Sagiri. Era molto affezionata al suo maestro.
Jigoro Kuwajima (桑島 慈悟郎?, Kuwajima Jigorō)
Doppiato da: Shigeru Chiba (ed. giapponese), Sergio Romanò (ed. italiana)
Ex Pilastro del Tuono e maestro di Kaigaku e Zenitsu, fu la prima persona a vedere oltre l'apparente inettitudine del secondo, riconoscendo in lui del potenziale, per questo non rinunciò mai ad allenarlo nonostante le sue proteste e tentate fughe. Quando venne a sapere del tradimento di Kaigaku che si trasformò in demone, se ne assunse la responsabilità e per riscattarsi fece seppuku.
Tanjuro Kamado (竈門 炭十郎?, Kamado Tanjurō)
Doppiato da: Shinichiro Miki (ed. giapponese), Alessandro Fattori (ed. italiana).
Il defunto marito di Kie Kamado e padre di Tanjiro e Nezuko, un uomo dalla salute cagionevole ma dotato di grandi abilità, come la capacità di nascondere il suo spirito di battaglia e anticipare le mosse dei suoi nemici, dimostrate quando combatté e uccise un orso con una semplice ascia arrugginita. Da lui Tanjiro eredita gli orecchini hanafuda e una speciale tecnica di respirazione che usava per eseguire una danza sacra, detta Kagura, al Dio del Fuoco.
Kie Kamado (竈 門 葵 枝?,  Kamado Kie)
Doppiata da: Hōko Kuwashima (ed. giapponese), Elisabetta Spinelli (ed. italiana)
Kie era sposata con Tanjuro Kamado e aveva sei figli, tra cui Tanjiro e Nezuko. Dopo la morte di suo marito, si prese cura di loro, anche grazie all'aiuto di Tanjiro, il figlio maggiore. Riuscirà comunque a sostenere e mantenere felice la sua famiglia, fino alla sua uccisione per mano di Kibutsuji Muzan.
Shinjuro Rengoku (煉獄 槇寿郎?, Rengoku Shinjurō)
Doppiato da: Rikiya Koyama (ed. giapponese), Luca Ghignone (ed. italiana)
Ex Pilastro della Fiamma e padre di Kyojuro e Senjuro. Ha abbandonato l'organizzazione dopo aver realizzato che il suo stile di combattimento, la Respirazione della Fiamma (炎の呼吸?, Honō no kokyū) è inferiore allo stile di respirazione originale, la Respirazione del Sole (日の呼吸?, Hi no kokyū). Da allora trascorre le sue giornate a bere, fino a quando non riceve il messaggio finale di Kyojuro, in cui gli chiede di prendersi cura di sé stesso. Riappare nella battaglia finale contro Muzan, in cui fa da guardia per proteggere la famiglia Ubuyashiki insieme a Tengen.
Senjuro Rengoku (煉獄 千寿郎?, Rengoku Senjuro)
Doppiato da: Junya Enoki (ed. giapponese), Stefano Pozzi (ed. italiana)
Il fratello minore di Kyojuro. Diventò amico di Tanjiro e cominciò a ricercare dei documenti sulla Danza del Dio del Fuoco (ヒノカミ神楽?, Hinokami Kagura) e sulla sua connessione con la Respirazione del Sole. In seguito inviò una lettera a Tanjiro descrivendo una tredicesima tecnica persa della danza, sperando che lo avrebbe aiutato nella sua battaglia contro Muzan.
Makio (まきを?), Suma (須磨?) e Hinatsuru (雛鶴?)
Doppiate da: Shizuka Ishigami (Makio), Nao Tōyama (Suma) e Atsumi Tanezaki (Hinatsuru) (ed. giapponese), Virginia Astarita (Makio), Valentina Pallavicino (Suma), Jenny De Cesarei (Hinatsuru) (ed. italiana)
Mogli di Tengen, tutte e tre delle kunoichi. Si infiltrano nel quartiere a luci rosse su richiesta di Tengen, e successivamente aiutano quest'ultimo e il gruppo di Tanjiro ad affrontare Daki e Gyutaro.
Yoriichi Tsugikuni (継国緑壱?, Tsugikuni Yoriichi)
Doppiato da: Kazuhiko Inoue (ed. giapponese), Mattia Bressan (ed. italiana).
Il fratello minore di Kokushibo, è l'ammazzademoni e spadaccino più forte dell'intera serie, un talento naturale nato con il marchio e la visione del mondo trasparente (透き通る世界?, Sukitōru Sekai), un'abilità che permette di vedere i muscoli, il flusso sanguigno e il movimento articolare dei suoi avversari, dando modo di prevedere e anticipare con precisione i loro movimenti e attacchi. Divenne un ammazzademoni dopo che sua moglie incinta, Uta, fu uccisa da un demone mentre lui era via a cercare una levatrice in vista del parto. La tragedia lo traumatizzò così tanto che tenne tra le braccia il cadavere della moglie per dieci giorni di fila e li seppellì solo dopo che fu incoraggiato a farlo da un ammazzademoni di passaggio. Fu colui che creò la prima forma di respirazione, la Respirazione del Sole (日の呼吸?, Hi no kokyū), tuttavia, poiché nessuno riuscì raggiungere il suo stesso livello di forza, Yoriichi allenò i suoi apprendisti alterando individualmente la forma della respirazione per adattarla al meglio ai loro punti di forza e debolezza, sviluppando così le 5 diverse forme di respirazione derivate direttamente dalla Respirazione del Sole. Ad un certo punto della sua vita incontrò Muzan, accompagnato da Tamayo, il quale, dopo averlo attaccato, si rese immediatamente conto di non essere in grado di uccidere l'ammazzademoni e, per la prima volta nella sua vita, provò paura. Yoriichi lo mise con le spalle al muro, ma alcune parti del demone riuscirono a fuggire così non riuscì a distruggerlo completamente. Poco dopo alcuni ammazzademoni riferirono a Yoriichi del tradimento di suo fratello che diventò il demone Kokushibo. Per questo motivo e per aver fallito a sconfiggere Muzan e lasciato andare Tamayo, si ritira dalla Squadra degli ammazzademoni. Successivamente fece amicizia con gli antenati di Tanjiro ai quali insegnò la respirazione del sole e donò i suoi orecchini hanafuda, i quali vennero poi tramandati di generazione in generazione alla famiglia Kamado, insieme alla Respirazione del Sole sotto forma della Danza del Dio del Fuoco (ヒノカミ神楽?, Hinokami Kagura). Morì di vecchiaia durante uno scontro con suo fratello.